# Malchista

Mapa historické oblasti Malchista

Malchista (rusky Малхиста, též Малхисты, Мелхиста, čečensky Маьлхиста, tj. Země Slunce, Sluneční země) je historické území v jihozápadní části Čečenské autonomní republiky Ruské federace.

## Geografie
Malchista zahrnuje území v oblasti stejnojmenné soutěsky v centrální části severního Kavkazu. Malchistinská soutěska je protažená ve směru západ - východ v délce zhruba 18 - 20 km. Protékají ji řeky Meši-chi (Меши-хи) Basta-chi (БIаьста-хи), levostranné přítoky Argunu. Oblast se nachází na hranicích Čečenska, Ingušska a Gruzie a je součástí obnoveného čečenského okresu Galan-Čož.

## Původ názvu
Název oblasti i místního etnika Malchistinci a jejich tukchumu Malchi (Маьлхи) je odvozen od slova malch (čečensky маьлх), což ve vajnašských jazycích znamená Slunce, které bylo posvátným znamením čečenského národa. Některé zvyklosti s tím spojené se dochovaly až do 21. století - například zvyk přísahat "na Slunce" či úsloví "Малх санна цІена, tj. "čistý, resp. svatý, jako Slunce". S tím souvisí výklad, že v pohanském období byli obyvatelé tohoto regionu uctívači Slunce a ohně.
Etnograf A. S. Sulejmanov se přikláněl k vysvětlení, že pojmenování území a etnika podle Slunce souviselo s tím, že většina malchistinských obcí byla vybudována na jižních svazích horského hřebene Kore-Lam.
Duchovním centrem oblasti Malchista bylo sídlo Coj-Peda, na jehož stavbách jsou i po staletích patrné petroglyfy, symbolizující kult slunce (kříž v kruhu, kruh s paprsky, květ kopretiny). Také čečenské pojmenování pro hrobky ve cojpedském městě mrtvých малх-кешнаш znamená sluneční mohyla. "Sluneční" petroglyfy se vyskytují na zdech pozůstatků věží a mohyl také v jiných zaniklých sídlech oblasti Malchista.

## Historie

### Společnost
Tukchum Malchi byl tvořen rodovými tejpy Bastij (Баьстий), Benastchoj (Бенастхой), Italčchoj (Италчхой), Kamalchoj (Камалхой), Kchoratchoj (Кхоратхой), Keganchoj (Кеганхой), Mešij (Меший), Sachanchoj (Саханхой), Teratchoj (Тератхой), Džarchoj ( Джархой), Erchoj (Эрхой), a Jamchoj ( Iамхой).
Tento tukchum byl jedním z devíti čečenských tukchumů, tvořících základní strukturu čečenského etnika. Společenství Malchistinců, nazývajících sami sebe melchi (čečensky a ingušsky маьлхи, tj. doslova "slunečníci", "sluneční lidé"); se zformovalo ve vysokohorské historické oblasti Malchista v období středověku. Společným jazykem byl melchistinský dialekt akkinsko - orstchojského nářečí.Obyvatelé sousedních zemí, například Chevsuretie, označovali oblast Malchisty a její obyvatele slovem Mitcho, přičemž toto pojmenování se později objevilo i v gruzínštině a od 19. století také v ruských dokumentech.

### Náboženství
Hlavním kultovním centrem oblasti Malchisty bývala Coj-Peda, jejíž název je odvozen od jména pohanského boha Cu (ЦІу). Kromě různých slunečních symbolů lze zde spatřit i petroglyfy v podobě spirál či svastiky a dva sloupy- sielingy, poblíž kterých návštěvníci Coj-Pedy zanechávali své obětiny a dary. Dalšími božstvy vajnachského panteonu v Malchistě bývala například Dela, Un-Nana (bohyně nemocí) a Tušoli (bohyně plodnosti). 
Původní pohanské kulty byly postupně vystřídány pronikáním křesťanství. V některých toponymech na území Malchisty se dosud zachovaly stopy tohoto období - například v názvu zaniklé obce Džarie (Джарие) na pravém břehu řeky Meši-chi, což znamená Křížová, nebo v dalším místním názvu Džarie - Chostuj (Křížový pramen). Na zdech obranné věže v Coj-Pedě je se dochovalo vyobrazení kříže a také postavy s kopím. S největší pravděpodobností se jedná o zpodobnění sv. Jiří, který byl v oblasti Kavkazu velmi uctívaným světcem a byl ztotožňován s dávným bohem Slunce. Islámské náboženství (sunnitský islám) ovládlo severní Kavkaz až v 18. století.

### Ozbrojený boj
Horská oblast Malchisty v minulosti vynikala svými opevněnými sídly. Navíc byla chráněna pevnostmi v Argunské soutěsce a svou obtížnou dostupností a odloučeností od níže položených území. Vnější nepřítel sice měl minimální šanci do Malchisty proniknout, avšak přesto bylo obyvatelstvo neustále ničeno vzájemnými boji a krevní mstou. Tradovalo se, že málokterý muž z Malchisty se dožije věku čtyřiceti let. Příčinou násilné smrti obyvatel bývala nejen krevní msta, ale i zvláštní místní zvyk, který spočíval v tom, že pokud někdo z Malchistinců začal nějak vynikat nad své okolí, ostatní považovali za svou povinnost jej zabít.
V období Kavkazských válek během imperiální expanze Ruska na Kavkaz se Malchistinci aktivně podíleli na ozbrojeném odporu čečenského obyvatelstva proti ruským vojskům.V roce 1813 bylo během bojů na území Malchisty zničeno devět sídel. V roce 1840 se Malchistinci vzdali odporu vůči Rusku a stvrdili to předáním rukojmích, avšak ještě v roce 1858 během dalších ruských represí byly v Malchistě zničeny tři největší auly.
Po zlomení tohoto odporu byla území historických čečenských tejpů Malchista a Majsta v roce 1860 začleněny do Argunského okruhu Terské oblasti. O pět let později se tato horská oblast Čečenska stala administrativní součástí Tianetského okruhu Tbiliské oblasti v rámci Gruzie a pod novým názvem Allago existovala až do roku 1927. V roce 1927 bylo rozhodnuto o navrácení větší části bývalého území Malchisty a Majsty do správy Čečenské oblasti SSSR.
Ani na prahu 21. století se Malchistinci nedočkali míru. Ti, kteří přežili integraci do sovětské socialistické společnosti a léta deportace v Kazachstánu, se během první a druhé čečenské války aktivně účastnili bojů za samostatnost Čečenské republiky Ičkerie.

## Zánik v roce 1944
V únoru roku 1944 byli obyvatelé obcí v oblasti Malchisty vysídleni a deportováni do Kazachstánu. Netýkalo se to ale všech obyvatel. Staří a nemocní, takzvaní "netransportovatelní" ("нетранспортабельныe") byli, podobně jako v některých jiných místech Čečenska, nahnáni do jeskyní a tam zabiti pomocí samopalů a ručních granátů. V oblasti Malchisty tak údajně mělo zahynout na 300 osob. Ti Malchistinci, kteří vše přežili, se mohli vrátit až po 13 letech. Ovšem nikoli do svých horských domovů, neboť všechny zdejší obce a osady byly zbořeny a památky, včetně starobylých hrobek, byly poničeny a vyloupeny. Obce v regionu Malchisty již nikdy nesměly být znovu osídleny. Okres Galan-Čož, do nějž území Malchisty přináleží, byl oficiálně obnoven až v roce 2012.

## Poznámka
V dostupných pramenech je uváděn rozdílný počet zaniklých obcí v oblasti Malchista. N. G. Volkova v popisu stavu z 30. let 19. století zmiňuje 11 obcí, čítajících 174 usedlostí s celkovým počtem cca 1500 obyvatel, zatímco Leča Iljasov hovoří o 14 obcích - kromě nejznámějšího sídla Coj-Peda konkrétně o aulech Korotach, Komalch (či Kamalchi), Banach, Doza, Ikalču, Benist, Sachala, Tertiech, Mešiech, Kegine, Džarie, Bjaste a Ami.